# 가가 (영화 기업)
가가주식회사(일본어: ギャガ株式会社)는 영화의 수입 및 배급을 주 사업으로 하는 일본의 영화 배급사이자 가가 산하 기업이다. 본사는 도쿄도 지요다구 유라쿠초 1-12에 있다.

### 상세
1986년 후지무라 데쓰야(藤村哲哉)가 창업하였다. 1997년 커밍 순 TV로 사명을 변경하고 2000년 가가 출판으로 변경한 이후 2002년 특수 장외시장인 헤라클레스 시장에 기업공개를 하였다. 하지만 회사 사정이 나빠져서 2006년 USEN에 인수되는 식으로 상장폐지되고, 2009년 요다 다쓰미와 TY한테 넘어가는 식으로 키노시타 그룹에 넘어갔다. 2009년에 와서야 가가 코퍼레이션으로 이름이 바뀌었다. 하지만 2016년 다시 하우스 텐 보스가 최대주주 자리에 올라서 이쪽의 자회사화 되었다.
일본에서는 판씨네마나 이수C&E처럼 미니 메이저급 되는 회사다.
1990년대 초중반엔 게임 유통 사업을 하기도 했다. 어둠의 씨앗이 이 회사가 유통한 게임.

### 주요 작품
- 어느 가족
- 갈증
- 라라랜드(수입)
- 극장판 페어리 테일: 드래곤 크라이
- 여주인님은 초등학생
- 드림웍스 애니메이션
  - 드래곤 길들이기 3(수입)
  - 트롤: 월드 투어(수입)
  - 보스 베이비 2(수입)
  - 배드 가이즈(수입)
  - 장화 신은 고양이: 끝내주는 모험(수입)

- 엑시트(수입)
- 반도(수입)
- 싱크홀(수입)
- 유랑의 달
- 코마다 위스키 패밀리
- 우당탕탕 경찰 음악대
- 괴물
- 료마! The Prince of Tennis 신생 극장판 테니스의 왕자